# Cavanac
Cavanac és un municipi francès del departament de l'Aude, a la regió d'Occitània.